# Fundacja Nasza Ziemia
Fundacja "Nasza Ziemia" – organizacja pozarządowa założona w 1994 roku przez Mirę Stanisławską-Meysztowicz.

## Cele statutowe
Fundacja Nasza Ziemia prowadzi edukację ekologiczną i obywatelską. Od początku swego istnienia koordynuje w Polsce kampanię "Sprzątanie świata", będącą częścią międzynarodowego ruchu na rzecz ochrony środowiska Clean up the World.